# Riberada d'Avall
Riberada d'Avall és un veïnat del municipi de Sant Llorenç de la Muga a la comarca de l'Alt Empordà. En el cens de 2007 no tenia habitants censats.